# Hymenomima macaria
Hymenomima macaria là một loài bướm đêm trong họ Geometridae.